# REBELutionary
Albums de Reks
Straight, No Chaser
(2012) Revolution Cocktail
(2013)
REBELutionary est le septième album studio de Reks, sorti le 23 juillet 2012.
L'album est entièrement produit par Numonics.

## Liste des titres
| No  | Titre                                              | Contient un (des) sample(s) de                             | Durée |
| --- | -------------------------------------------------- | ---------------------------------------------------------- | ----- |
| 1.  | Intro                                              |                                                            | 1:14  |
| 2.  | Unlearn                                            |                                                            | 3:44  |
| 3.  | Hallelujah                                         | Girls in Pearls de S. Maharba                              | 3:32  |
| 4.  | Bang Bang (featuring J. Nics)                      |                                                            | 3:16  |
| 5.  | Shotgun (featuring Jon Connor)                     |                                                            | 2:34  |
| 6.  | War Is a Racket                                    | What More Can a Girl Ask For des Whispers                  | 0:38  |
| 7.  | Rebelutionary                                      | Never Walk Out on You de Mitch Mitchell et Gene King       | 2:32  |
| 8.  | Ignorance Is Bliss (featuring Termanology)         |                                                            | 3:13  |
| 9.  | Passports                                          |                                                            | 2:47  |
| 10. | Ava Rice (Interlude)                               | You Played on a Player de Garland Green                    | 1:21  |
| 11. | Ava Rice (featuring DJ Heron et Knowledge Medina)  | Ten Crack Commandments de The Notorious B.I.G.             | 3:44  |
| 12. | The Jones' (featuring Krondon)                     | Life's a Bitch de Nas featuring AZ et Olu Dara             | 3:31  |
| 13. | The Edge (featuring Lucky Dice et Chi Knox)        |                                                            | 2:31  |
| 14. | La Luna (featuring Koncept, Venessa Renee et Sene) |                                                            | 3:42  |
| 15. | Gepeto (Reality Is...)                             | A Good Man Is Gone de Monk Higgins featuring Barbara Mason | 3:31  |
| 16. | Obedient Workers                                   | Dumb Americans de George Carlin                            | 2:47  |
| 17. | Outro                                              |                                                            | 2:25  |
| 18. | Shotgun (featuring Boycott Blues et Ea$y Money)    |                                                            | 3:51  |